# Aguas Blancas (Uruguay)
Aguas Blancas egy kis falu Uruguayban, Lavalleja megyében.
Aguas Blancas egy víztározó mellett található a 8-as főút 91-es kilométerénél, 28 km-re a megyeszékhelytől, Minastól. A gát az Arroyo Mataojo nevű patak vizére épült a Sierra del Abra de Zabaleta hegyei között. A felduzzasztott tó ideális horgászatra és csónakázásra, a környezet pihenésre alkalmas. Mellette felépítettek egy kempinget is, ahol van villany, ivóvíz, fürdőszoba, meleg víz és mosogatóhelyek, valamint foci- és röplabdapályákat létesítettek. A területen vadkecskék és különböző madarak élnek. A közelben található egy misztikus környezetű buddhista templom is egy domb tetején. 
                                           